# Pycreus pseudodiaphanus
Pycreus pseudodiaphanus là loài thực vật có hoa trong họ Cói. Loài này được S.S.Hooper miêu tả khoa học đầu tiên năm 1969.